# NGC 3026
NGC 3026 (również PGC 28351 lub UGC 5279) – galaktyka spiralna (Sd), znajdująca się w gwiazdozbiorze Lwa. Odkrył ją Lewis A. Swift 22 maja 1886 roku.